# Rott Nándor (politikus)
Rott Nándor (Budapest, 1926. szeptember 11. – Budapest, 1997. december 2.) jogász, közgazdász, politikus, országgyűlési képviselő (KDNP, majd FKGP)

## Családja
1961-ben kötött házasságot Haspell Edittel, aki nyugdíjazásáig tervstatisztikus volt a Magyar Gyógyszeripari Egyesülésnél. Gyermekük, Zsuzsanna tanítónő.

## Életpályája
Szülei egyetlen gyermekeként született Budapesten, apai ágon ismert nevű katolikus famíliában. Nagybátyja, Rott Nándor veszprémi megyés püspök volt. Édesapja, Rott Nándor kereskedelmi iskolát végzett, majd 1946-ig tisztviselő volt, végül Füszért-telepvezetőként ment nyugdíjba. Édesanyja, Taba Ilona kereskedelmi iskolai végzettséggel a Futura Rt. titkárnőjeként dolgozott 1946-ig, majd nyugdíjazásáig a Budapest XIII. kerületi IKV beruházási előadójaként dolgozott.
Elemi és középiskoláit Pestszentlőrincen végezte. Az ellenállási mozgalommal 1944-ben  került kapcsolatba. 1945-ben érettségizett az állami gimnáziumban. 1950-ben szerzett jogi és politikai doktorátust a Pázmány Péter Tudományegyetem Jog- és Államtudományi Karán. 
A Független Kisgazdapárt tagjaként 1945-ben a párt pestszentlőrinci ifjúsági szervezetének egyik vezetője lett. 1946 januárjában diákszervezkedésben való részvétel vádjával letartóztatták, több hónapos vizsgálati fogság után 1946. szeptemberig internálták, 1947-ig rendőri felügyelet alatt állt. Mindezek következményeként 1958-ig nem volt tartós munkahelye.1950-től 1957-ig munkahelyeiről sorozatban  elbocsátották. 
1958-tól 1975-ig a Magyar Beruházási Bank (későbbi nevén: Állami Fejlesztési Bank) munkatársa, 6 éven át a nemzetközi osztály vezetője volt. 1975-től az Agrárgazdasági Kutatóintézet tudományos főmunkatársaként dolgozott. Több száz cikke és tanulmánya jelent meg folyóiratokban és intézeti kiadványokban. Nyolc, a beruházási és pénzügyi rendszerekről szóló könyv egyéni, illetve társszerzője.
1988-ban  a közgazdaság-tudomány kandidátusa tudományos fokozatot szerzett, "Az innovációs folyamat és irányítása" című értekezésével.
1988-ban csatlakozott a Magyar Demokrata Fórumhoz, tagja lett a szervezet közgazdasági munkaközösségének. Ugyanabban az időben az Országgyűlés reformbizottságának a független szakértője volt. 1989 márciusában – miután az MDF-ből kilépett – a Kereszténydemokrata Néppárt alapító tagja. 1991. szeptemberig a párt közgazdasági bizottságát irányította. 1988-tól két éven át a Tudományos Dolgozók Demokratikus Szakszervezete Országos Választmányának és Vezetőségének a tagjaként is dolgozott. Az 1990. évi országgyűlési választásokon a KDNP jelöltjeként Budapest 7. sz. (V-XIII. ker.) választókerületében az első fordulóban a negyedik helyet érte el; az Országgyűlésbe a KDNP országos listájáról került be.  1990. május 3-tól 1990. június 12-ig az Országgyűlés gazdasági állandó bizottságának a tagja, 1990. június 3-tól 1994. februárig a környezetvédelmi állandó bizottság elnöke. 1990. december 29-től részt vett az Állami Számvevőszék szervezetének és működésének felülvizsgálatát végző ad hoc bizottság munkájában is. 1990-től 1992-ig az Európa Tanács Parlamenti Közgyűlésébe delegált magyar küldöttség tagja volt.
1993 óta egyre inkább szembefordult a KDNP politikájával, bírálta pártjának az MDF-hez fűződő viszonyát illetve gazdaságpolitikáját. Ki is lépett a KDNP-ből 1994 februárjában. Ezután a Független Kisgazda-, Földmunkás- és Polgári Párthoz csatlakozott.
Az 1994. évi országgyűlési választásokon az FKGP országos listájának hetedik helyéről került be újra a parlamentbe. Az FKGP-frakcióvezetőség tagja. A külügyi és 1996. december 3-tól a költségvetési és pénzügyi bizottságokban dolgozott az utóbbiban a monetáris és a privatizációs albizottságok tagja volt. Megszűnéséig részt vett a Budapest Bank részére juttatott állami támogatás körülményeit tisztázó ideiglenes vizsgálóbizottság munkájában is. 1995. február 20-ig tagja volt a társadalmi szervezetek költségvetési támogatását előkészítő állandó bizottságnak, 1996. december 3-ig az európai integrációs ügyek állandó bizottságának. Ismét tagja volt a magyar ET-közgyűlési delegációnak, a közgyűlésben a környezetvédelmi, területfejlesztési és önkormányzati, valamint a parlamenti és tömegkapcsolatok bizottságok állandó, a mezőgazdasági, illetve a tudományos és technikai bizottságok helyettes tagja. Mint teljes jogú tag, ugyancsak részt vett a Közép-európai Kezdeményezés Parlamenti Konferenciájának továbbá  az Észak-atlanti Közgyűlésbe társult tagként delegált magyar parlamenti küldöttségének a munkájában. Az IPU magyar csoportjának a vezetőségi tagja, a magyar-görög baráti tagozat elnöke, a magyar-cseh és a magyar-chilei tagozat tagja volt.